# Médersa d'Husayn Bayqara
La médersa d'Husayn Bayqara ou médersa d'Hossein Bayqara est un édifice situé à quelques kilomètres du centre-ville d'Hérat, en Afghanistan.

## Localisation
La médersa est située au nord de la ville et de la citadelle d'Hérat, à proximité de la médersa édifiée par la souveraine timouride Goharshad (1378-1457), épouse préférée de Shahrokh. Les deux édifices ont souvent été confondus.

## Histoire

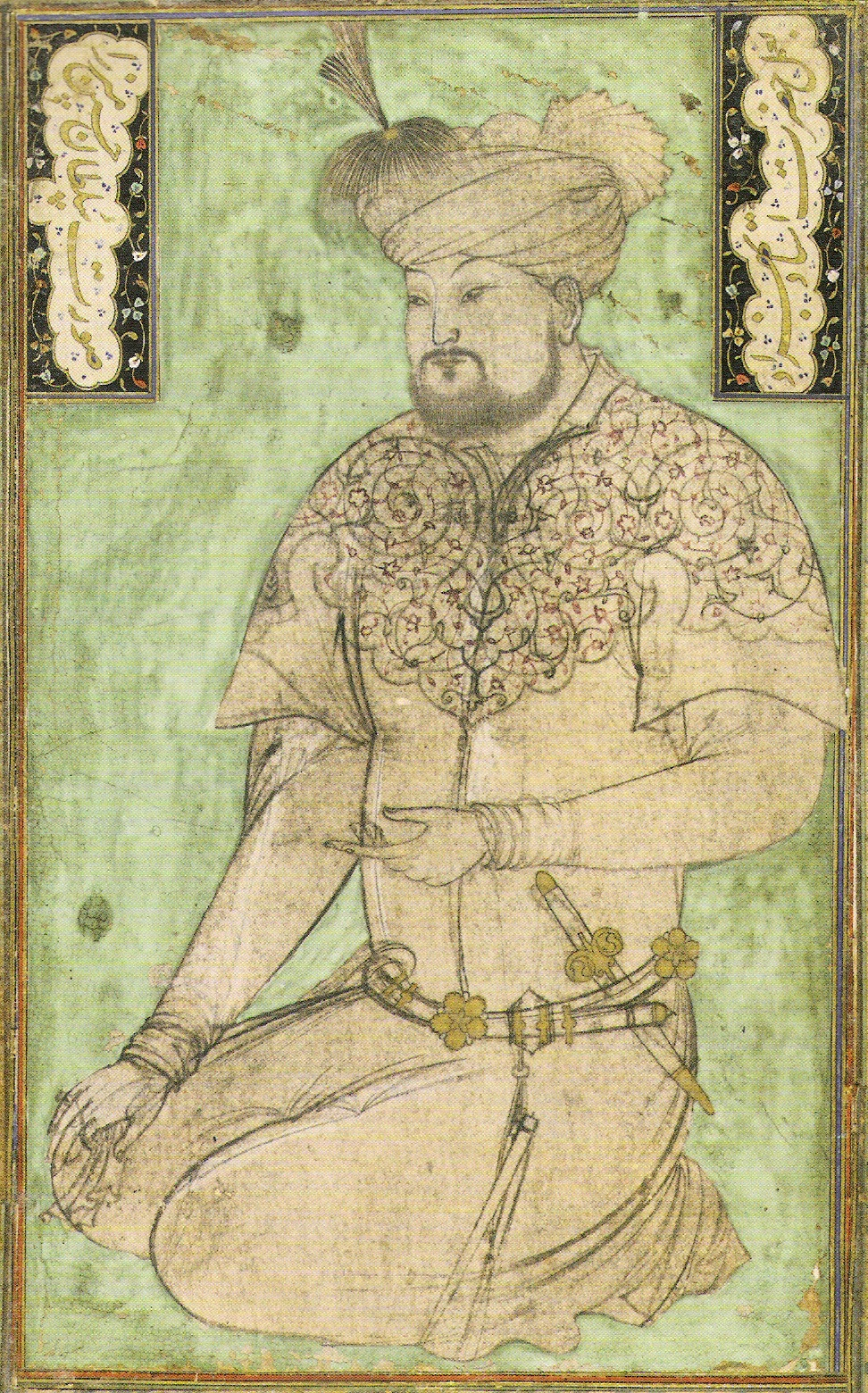
Portrait d'Husayn Bayqara par le maître de la miniature Behzad

La médersa est bâtie entre 1470 et 1492 sous le règne d'Husayn Bayqara, grand émir timouride de 1469 à 1506 et « magnifique mécène de l'architecture » selon Jean-Paul Ferrier et destinée à lui servir de mausolée. Babur (1483-1530), prince timouride et fondateur de l'Empire moghol confirme cette inhumation du fondateur de l'édifice au cours d'une cérémonie digne de son rang. Un de ses fils mort avant lui avait été enterré dans l'édifice en 1502, et le corps de son père, mort en 1439, y avait été déplacé sous une pierre tombale de marbre noir.
Ghiyas ad-Din Muhammad Khwandamir (environ 1475-environ 1534) décrit l'édifice à l'extrême fin du XVe siècle, où il était admiré des peintres chinois.
La médersa a été gravement détériorée à partir du XIXe siècle. Jean-Paul Ferrier décrit l'édifice au milieu du siècle : seuls les murs subsistaient, la coupole s'étant effondrée.
En 1885, au moment de l'avancée des troupes russes en Asie centrale, les quatre minarets des angles de la cour persistaient ainsi que des arches. Craignant une arrivée par le nord, l'émir afghan Abdur Rahman Khan, au pouvoir de 1880 à 1901 et épaulé par des conseillers militaires britanniques, fait détruire les vestiges de la grande mosquée de Goharshad et des autres édifices du plateau du Mussella et les arches de la médersa d'Husayn Bayqara disparaissent, les minarets seuls étant conservés.
Le site est fouillé par l'UNESCO à partir de 1976 jusqu'en 1979. Les fouilles archéologiques se poursuivent durant l'occupation du site par l'armée soviétique lors de la Guerre d'Afghanistan (1979-1989) de 1980 à 1982. Les travaux permettent de dégager la base d'un minaret et les soubassements d'édifices ornés de décoration de céramique, ainsi qu'une pierre tombale noire.
La guerre a endommagé les minarets qui ont perdu leur décor de céramique du fait de tirs d'obus et de mortier vers 1987, et menacent de s'effondrer selon Bernard Dupaigne. L'UNESCO avait des velléités d'effectuer des travaux de consolidation, cependant une route reliant Hérat et l'Iran passant au milieu des minarets a été rouverte et élargie en 2004.

## Architecture
La médersa d'Husayn Bayqara adopte le plan des édifices timourides, avec une cour à arcades possédant des façades en ogives avec des pièces pourvues de dômes. 
4 minarets étaient placés aux angles d'une cour d'environ 100 m de côté, et subsistent de nos jours. Les minarets possèdent une base octogonale, le mieux conservé mesure 58,72 m et un diamètre de 7,5 m. Les minarets sont décorés de mosaïques de briques vernissées sur le côté le moins exposé aux vents sévissant entre juin et septembre. Le décor commençait à une hauteur de 16 m et un accès aux minarets était possible à partir des toits de la médersa.
Le mausolée était pourvu de peintures d'or et de lapis-lazuli.